# Kerberos saga
La Kerberos saga (ケルベロス・サーガ?, Keruberosu saga) è un franchise di fantascienza militaresca e storia alternativa creato dal cineasta e scrittore giapponese Mamoru Oshii nel 1986 e incentrato sulle vicende di un'unità di polizia speciale di Tokyo chiamata "Special Armed Garrison" e soprannominata Kerberos (derivante da Cerbero, il mitico cane a tre teste a guardia dell'Inferno). Prima della definizione di "Kerberos Saga", assegnatagli circa nel 2004, questo universo narrativo era noto in precedenza come Kerberos series (ケルベロス・シリーズ?, keruberosu shirīzu) o Kenrō series (犬狼・シリーズ?, kenrou shirīzu).
Il franchise è tuttora di paternità di Mamoru Oshii e della compagnia Barque, ed è costituito da svariate opere originali ideate dal regista che vanno da film (sia in live-action che animati) ai radiodrammi, passando per fumetti e monografie. Il merchandising si compone di action figure e garage kit degli esoscheletri della Special Armed Garrison, chiamati Protect Gears, colonne sonore degli episodi, storyboard, poster, ventagli, statuette, busti, t-shirt e perfino bottiglie di vino.

## Ambientazione
La Kerberos Saga è ambientata in un Giappone del dopoguerra alternativo in cui la Germania nazista ha vinto la Seconda guerra mondiale e occupato militarmente l'isola nipponica, instaurando un governo autoritario nel paese. La saga segue principalmente il presidio speciale dell'esercito soprannominato "Kerberos", un'unità di polizia antiterrorismo pesantemente militarizzata operante a Tokyo, e le vicende dei loro avversari, che includono nuclei terroristi anti-governativi fino ad altre agenzie e unità militari rivali. Particolare caratteristica della saga è l'estetica da distopia dieselpunk riscontrabile in particolare nei "Protect Gears", esoscheletri meccanici ispirati alla Wehrmacht e indossati dai membri dei Kerberos, il cui design è stato ideato dall'illustratore mecha e regista Yutaka Izubuchi.
La saga può essere divisa in due archi narrativi: quello dei "Kerberos", la storia principale che segue le alterne vicende e vicissitudini della "Special Armed Garrison" (traducibile in "Guarnigione Speciale Armata"), fino al suo rovescio e alle conseguenze della dissoluzione sui pochi membri sopravvissuti, e il cosiddetto "arco Tachiguishi", uno spin-off ambientato nello stesso universo che racconta dei tachiguishi ("fast-food truffatori"), furfanti associati ai tachigui (立ち食い, traducibile in italiano con "mangiare stando in piedi"), una tipologia di piccoli locali di ristorazione con cibo di strada nei quali i clienti consumano senza sedersi, un modo di mangiare che, in questa distopia, è stato proclamato illegale dal governo autoritario centrale.

## Lista delle opere

### Storia dei Kerberos
- 1987: While Waiting for the Red Spectacles (紅い眼鏡を待ちつつ), radiodramma
- 1987: The Red Spectacles (紅い眼鏡), film
- 1988: Kerberos Panzer Cop - Part I (犬狼伝説 第一部), manga (Act1~4)
- 1990: Kerberos Panzer Cop: Original Edition (犬狼伝説 オリジナル版), manga (vol.1)
- 1991: StrayDog: Kerberos Panzer Cops (ケルベロス 地獄の番犬), film
- 1999: Kerberos Panzer Cop - Part II (犬狼伝説 第二部), manga (Act5~8)
- 1999: Jin-Roh - Uomini e lupi (人狼), anime
- 2000: Kerberos Panzer Cop: Conclusion (犬狼伝説 完結篇), manga (vol.2)
- 2003: The Killers (キラーズ), manga (storia breve)
- 2003: Kerberos Saga Rainy Dogs (Rainy Dogs 紅い足痕), manga (Act01~08)
- 2005: Kerberos Saga Rainy Dogs (犬狼伝説 紅い足痕), graphic collection (con The Killers e l'inedito Act00)
- 2006: Kerberos Panzer Jäger (ケルベロス 鋼鉄の猟犬), radiodramma
- 2006: Kerberos & Tachiguishi (ケルベロスＸ立喰師 腹腹時計の少女), manga (Act1~7)
- 2007: Kerberos & Tachiguishi (ケルベロスＸ立喰師 腹腹時計の少女), manga (un volume)
- 2009: Kerberos Panzer Cops: Tokyo War (ケルベロス 東京市街戦 首都警特機隊全記録), monografia (con Special Issue)
- 2009: Kerberos Panzer Cop: Special Issue (前夜-ケルベロス騒乱異聞), manga (storia breve)
- 2010: Kerberos Panzer Cop: A Revision (犬狼伝説 20周年エディション), graphic collection (con i Volume 1 e 2 rivisti e Special Issue)[3]

### Storia dei Tachiguishi
- 1984: Urusei Yatsura: Hisatsu! Tachigui Wars!! (うる星やつら ~必殺! 立ち食いウォーズ!!~), serie anime (episodio #122)
- 1987: While Waiting For The Red Spectacles (紅い眼鏡を待ちつつ), radiodramma
- 2004: Tachiguishi-Retsuden (立喰師列伝), romanzo
- 2006: Tachiguishi-Retsuden (立喰師列伝), adattamento cinematografico del romanzo
- 2006: Onna Tachiguishi-Retsuden (女立喰師外伝 ケツネコロッケのお銀), cortometraggio
- 2006: Kerberos & Tachiguishi (ケルベロスＸ立喰師 腹腹時計の少女), manga (Act1~7)
- 2007: Kerberos & Tachiguishi(ケルベロスＸ立喰師 腹腹時計の少女), graphic collection
- 2007: Shin-Onna Tachiguishi Retsuden (真女立喰師列伝), cortometraggio

## 20º anniversario
Per celebrare il ventesimo anniversario della realizzazione di The Red Spectacles (e non della sua uscita nelle sale cinematografiche, avvenuta nel 1987), nel 2006 venne progettata da Jun Suemi una nuova Protect Gear armour (Spezial Panzer Anzug Typ 34 "Wolfpelz") come parte di un nuovo progetto per la saga, l'episodio Kerberos Panzer Jäger, una serie di radiodrammi sulla creazione della Protect Gear negli anni Quaranta nella guerra germano-sovietica.
Lo stesso anno venne aperto il sito web ufficiale della serie. Il proprietario Raiden (Nippon Cultural Broadcasting Media Bridge Inc.) mise in vendita una serie di bottiglie di vino tedesco Riesling tramite il negozio online.
Nel marzo 2009 invece, un nuovo manga intitolato Kerberos Panzer Cop: Special Issue, venne pubblicato come capitolo aggiuntivo della monografia Kerberos Panzer Cops: Tokyo War, volta ad anticipare l'uscita della "revised edition" di Kerberos Panzer Cop.
Nel 2010 quindi, per il ventennale dell'edizione originale di Kerberos Panzer Cop (pubblicata nel 1990 dalla Nihon Shuppan Sha), la nuova casa editrice della Kerberos saga Gakken pubblicò Kerberos Panzer Cop a Revision: 20th edition (犬狼伝説 20周年エディション), un boxset contenente i due volumi del manga nella versione originale cartacea in formato B5 "digitalmente rifinita", i disegni di Kamui Fujiwara, un pamphlet ed una nuova statuina Revoltech Yamaguchi Protect Gear.